# SV Zulte Waregem
Sportvereniging Zulte Waregem este un club de fotbal din Waregem, Belgia, care evoluează în Prima Ligă. Echipa susține meciurile de acasă pe Regenboogstadion, cu o capacitate de 10.200 de locuri.

## Europa
- UEFA Europa League
  -  Faza Grupelor (1) : 2014